# Sibson
Sibson eller Sibstone är en by i civil parish Sheepy, i distriktet Hinckley and Bosworth, i grevskapet Leicestershire i England. Byn är belägen 5 km från Market Bosworth. Sibson var en civil parish fram till 1935 när blev den en del av Sheepy. Civil parish hade 264 invånare år 1931. Byn nämndes i Domedagsboken (Domesday Book) år 1086, och kallades då Sibetesdone.